# San Antonio Express-News
Il San Antonio Express-News è un quotidiano statunitense della città di San Antonio. Si classifica il terzo giornale del Texas in termini di tiratura. Ha filiali anche ad Austin, Brownsville, Laredo e Città del Messico ed è di proprietà della Hearst Corporation.